# Julien Sicot
Julien Sicot (Fort-de-France, 20 marzo 1978) è un nuotatore francese.
Specializzato nello stile libero ha partecipato alle Olimpiadi di Atene 2004.

## Palmarès
- Mondiali

Barcellona 2003: bronzo nella 4x100m sl.
Melbourne 2007: bronzo nella 4x100m sl.
- Europei

Siviglia 1997: bronzo nei 50m sl.
Madrid 2004: argento nella 4x100m misti e bronzo nella 4x100m sl.
- Europei in vasca corta

Trieste 2005: argento nella 4x50m sl.
Helsinki 2006: argento nella 4x50m sl e bronzo nei 50m sl.
- Giochi del Mediterraneo

Bari 1997: oro nei 50m sl e bronzo nei 100m sl.
Tunisi 2001: argento nei 50m sl.